# Paraentelodon intermedium
Il paraentelodonte (Paraentelodon intermedium) è un mammifero artiodattilo estinto, appartenente agli entelodontidi. Visse nell'Oligocene superiore (circa 28 - 24 milioni di anni fa) e i suoi resti fossili sono stati ritrovati in Asia.

## Descrizione
I resti fossili attribuiti a questo animale sono incompleti, ma dal raffronto con quelli di animali simili e meglio conosciuti come Archaeotherium e Daeodon è possibile ipotizzarne l'aspetto. Paraentelodon doveva essere un animale gigantesco, di taglia comparabile a quella del più grande entelodonte conosciuto, Daeodon. Come quest'ultimo, doveva possedere una testa enorme rispetto al corpo, molto robusta e dal muso allungato. Paraentelodon si distingueva dagli altri entelodontidi per una serie di caratteristiche, tra le quali gli incisivi che andavano ingrandendosi dal primo al terzo paio, un secondo premolare inferiore di grosse dimensioni, superiori a quelle dei premolari successivi, e grandi molari di forma squadrata. I molari superiori erano dotati di sei cuspidi arrotondate, compresi paraconuli e metaconuli ben sviluppati, e un notevole precingulum. Il ramo inferiore dell'osso dentale era dotato di vere e proprie flange ossee che si protendevano verso il basso, nella zona del secondo premolare inferiore.

## Classificazione
Descritto per la prima volta da Gabunia nel 1964, Paraentelodon intermedium è noto per resti fossili ritrovati in Georgia, in Kazakistan e in Cina. A questa specie sono stati attribuiti anche gli esemplari precedentemente ascritti alle specie Neoentelodon dzhungaricus e Paraentelodon macrognathus. 
Paraentelodon è un membro derivato della famiglia Entelodontidae, comprendente grandi artiodattili vagamente simili a maiali dal cranio molto allungato. In particolare, secondo alcuni studi Paraentelodon potrebbe essere stato vicino all'origine del genere nordamericano Daeodon, grazie a una migrazione attraverso lo stretto di Bering (in quel tempo ovviamente collegante i due continenti tramite un "ponte" noto come Beringia) nel corso dell'Oligocene superiore.